# Corcieux
Corcieux é uma comuna francesa na região administrativa do Grande Leste, no departamento de Vosges. Estende-se por uma área de 17.4 km². Em 2010 a comuna tinha 1 533 habitantes (densidade: 88,1 hab./km²).